# This Train Don't Stop There Anymore
This Train Don't Stop There Anymore é uma canção de 2001 interpretada por Elton John co-escrita com Bernie Taupin. O videoclipe foi dirigido por David LaChapelle e Pierre Rouger como diretor de fotografia, o video apresenta um John jovem interpretado por Justin Timberlake vestido com as roupas típicas de John na década de 1970, há alguma aparições de atores interpretando artistas da época como Paul Reubens e John Reid, o empresário de John há 25 anos. A letra da música fala sobre como John está aceitando a idade e aparece no álbum Songs from the West Coast. Foi lançado como single e alcançou a posição 24 na parada de singles do Reino Unido além de ser uma das 10 melhores na Adult Contemporary nos EUA.
A faixa contou com a participação de Gary Barlow nos backing vocals.

## Lista de faixas

### CD 1 (Reino Unido)
1. "This Train Don't Stop There Anymore" - 4:39
2. "Did Anybody Sleep With Joan of Arc" - 4:18
3. "I Want Love (Live)" - 4:34

### CD 2 (Reino Unido)
1. "This Train Don't Stop There Anymore" - 4:39
2. "American Triangle (Live)" - 4:35
3. "Philadelphia Freedom (Live)" - 5:08